# Karaimski Zespół Folklorystyczny „Dostłar”

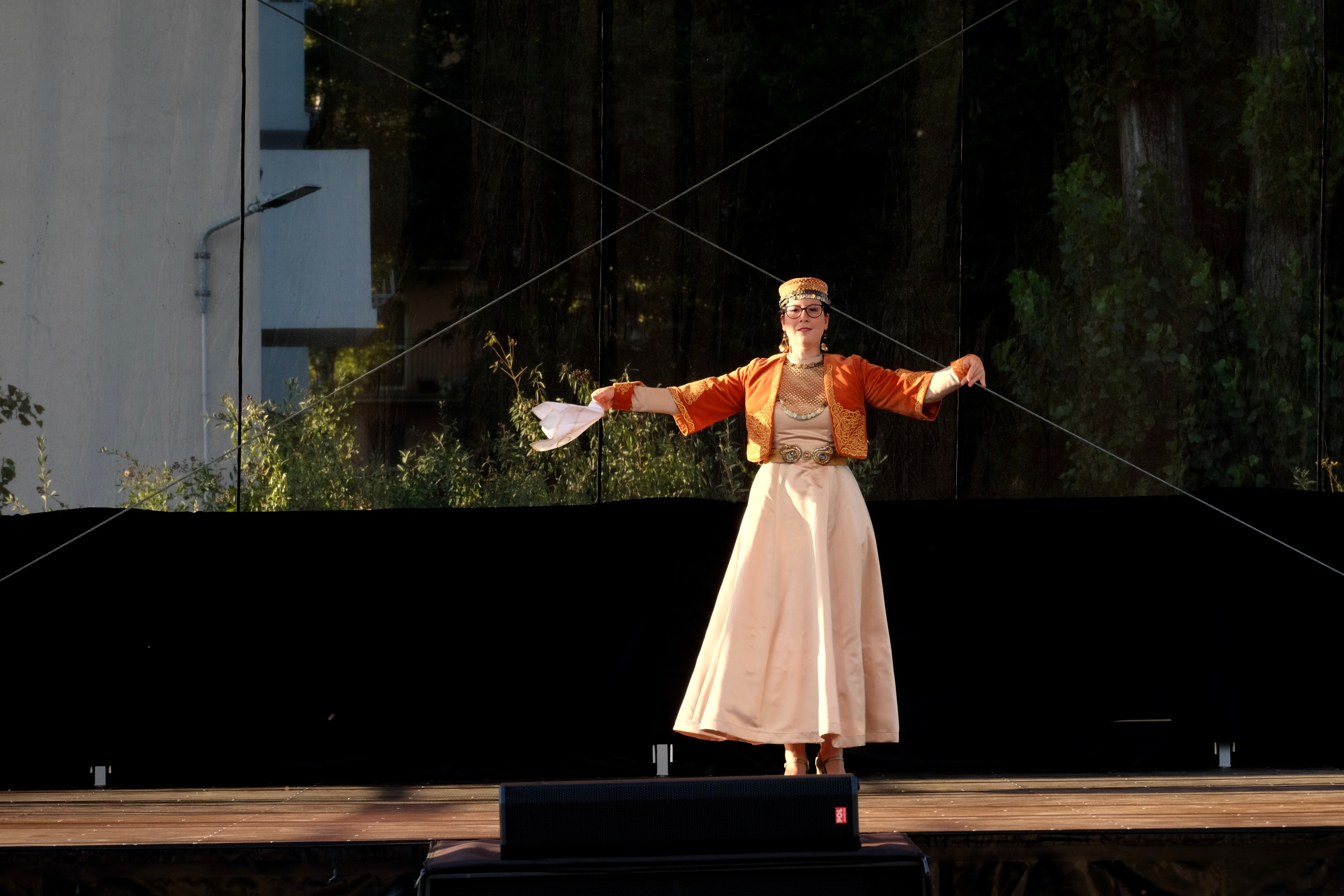
Artystka Karaimskiego Zespołu Folklorystycznego „Dostłar” w trakcie występu podczas uroczystości nadania nazwy Skwerowi Karaimskiemu na warszawskiej Woli (03.09.2022)

Karaimski Zespół Folklorystyczny „Dostłar” (karaim. Przyjaciele) – zespół folklorystyczny mniejszości karaimskiej w Polsce.
Zespół został założony w 2003 pod nazwą Sanduhacz (karaim. Słowik) w Trokach na Wileńszczyźnie. Występowała w nim wspólnie młodzież karaimska z Polski i Litwy. W 2006 polska sekcja zespołu przyjęła nazwę Dostłar. Zespół występuje na licznych imprezach kultury karaimskiej oraz mniejszości narodowych w Polsce, na Litwie, na Ukrainie (Krym), w Turcji i w Rosji. Zespół kultywuje tradycje folkloru oraz języka karaimskiego. Obecnie zespół składa się z ośmiu osób. Choreografem zespołu jest Małgorzata Borowiec, reżyserem Zofia Wróblewska, a kierownikiem organizacyjnym Wioleta Firkowicz.